# Eva Soriano
Eva Soriano Sánchez (Reus, 4 de marzo de 1990) es una cómica y presentadora española.

## Trayectoria
Graduada en Turismo y Ocio por la Universidad Rovira i Virgili, concluyó sus estudios en 2013. Interesada por la actuación se formó en interpretación en la escuela de cine y teatro Metrópolis c. e. en Madrid. Durante esta etapa participó, como parte de su formación, en representaciones teatrales y musicales y colaboró en varios cortometrajes realizados por la escuela, hizo también microteatro. Continuó realizando monólogos. En 2017 participó en El club de la comedia de La Sexta y en 2018 participó en La resistencia de #0 y fue colaboradora en el programa de radio Yu no te pierdas nada de Los 40.
Trabajó en Late motiv de #0 como colaboradora en la sección Gente random a partir de 2018. Sustituyó a Andreu Buenafuente como presentadora del programa en una ocasión. Su imitación de Bad Bunny en el programa y su particular forma de cantar recibió atención en los medios, el productor musical EFKTO lo convirtió en una canción y se popularizó en las redes sociales.
Fue copresentadora de Ese programa del que usted me habla de La 2 a partir de enero de 2019 en sustitución de Marta Flich, siendo previamente colaboradora. Intervino como colaboradora en el programa Hoy no se sale de Ubeat, presentado por Ibai Llanos y estrenado en febrero de 2019. Formó parte del programa de humor Las que faltaban de #0, estrenado en marzo de 2019, un late night en el que las mujeres humoristas eran las protagonistas destacadas.
En febrero de 2021 abrió en Madrid junto a los cómicos Fran Pati, Diego Daño y Nacho García El Golfo Comedy Club, un local dedicado a la comedia en vivo. En agosto de 2021 se puso al frente del programa radiofónico Cuerpos especiales de Europa FM junto al humorista Iggy Rubín y participó como concursante en la novena edición de Tu cara me suena de Antena 3, así como en la gala especial de Reyes 2023, concurso de talentos al que asistió previamente como invitada en la octava edición, acompañando en una de las galas a Mario Vaquerizo como pareja de baile.
En 2022, fue presentadora de la tercera temporada de La noche D de La 1 en sustitución de Dani Rovira. Sustituyó a Pepe Colubi como presentadora de Ilustres ignorantes en noviembre de 2022 durante cuatro episodios, un programa al que había asistido en diferentes ocasiones como invitada.
En febrero de 2023, Soriano presentó, junto con Lala Chus y Álex Mercurio, la Gala Drag Queen del carnaval de Gáldar. Al mes siguiente, en marzo, se estrenó el programa de Movistar Plus+ Showriano, del que es conductora. En abril de ese mismo año, presentó la 6.ª edición del festival de cine de Ibiza (Ibicine) por cuarto año consecutivo.
Presentó la Gala de Nochevieja de La 1 llamado «Feliz Año 2025» junto a Oriol Nolis.
En febrero de 2025 se confirmó su participación como concursante  El Desafío 6 de Antena 3

## Reconocimientos
Soriano fue ganadora en la categoría Humor de los Premios Ídolo de 2023. En septiembre de ese mismo año, fue ganadora a los Premios Cosmopolitan Influencers Awars 2023 en la categoría de humor.

## Obras teatrales

### Stand up
| Año  | Título                             | Papel | Director    | Teatro                     | Notas              | Ref.          |
| ---- | ---------------------------------- | ----- | ----------- | -------------------------- | ------------------ | ------------- |
| 2018 | El pecado de Eva (Comedia en vivo) | Eva   | Eva Soriano | Cines Palacio de la Prensa | Espectáculo propio | [ 36 ] [ 37 ] |

### Microteatro
| Año  | Título                          | Papel    | Director     | Sala                | Ref.   |
| ---- | ------------------------------- | -------- | ------------ | ------------------- | ------ |
| 2014 | La noche del cardo              |          | Manuel Galea | Sala El Apartamento | [ 38 ] |
| 2014 | Crónica de una cagada anunciada | Mari Luz | Eva Soriano  |                     | [ 39 ] |

## Televisión y radio
| Año         | Programa                                     | Canal               | Notas                                            | Ref.          |
| ----------- | -------------------------------------------- | ------------------- | ------------------------------------------------ | ------------- |
| 2017        | El club de la comedia                        | La Sexta            | Monologuista                                     | [ 40 ]        |
| 2018        | Ese programa del que usted me habla          | La 2                | Colaboradora                                     | [ 13 ]        |
| 2018        | La resistencia                               | #0                  | Monologuista                                     | [ 41 ]        |
| 2018        | Ilustres ignorantes                          | #0                  | Invitada (Episodio : "Intelectuales")            | [ 42 ]        |
| 2018 - 2021 | Late motiv                                   | #0                  | Colaboradora / Presentadora sustituta            | [ 43 ] [ 8 ]  |
| 2019        | Las que faltaban                             | #0                  | Colaboradora                                     | [ 15 ]        |
| 2019        | Dar cera, pulir #0                           | #0                  | Invitada (1 programa)                            | [ 44 ]        |
| 2019        | Ese programa del que usted me habla          | La 2                | Copresentadora                                   | [ 12 ]        |
| 2019        | Ritmo urbano                                 | La 2                | Apertura                                         | [ 45 ]        |
| 2019        | Turno de palabra                             | Telemadrid          | Colaboradora (1 programa)                        | [ 46 ] [ 47 ] |
| 2019        | Se acabó lo que se daba                      | Telemadrid          | Colaboradora (2 programas)                       | [ 48 ]        |
| 2019        | Zapeando                                     | La Sexta            | Colaboradora                                     | [ 20 ]        |
| 2019        | ¡Stop Princesas!                             | Comedy Central      | Monologuista                                     | [ 49 ] [ 50 ] |
| 2019        | Roast Battle                                 | Comedy Central      | vs. Miguel Iríbar                                | [ 51 ]        |
| 2020        | Cómicos en Cuarentena                        | Comedy Central      | 2 sketch                                         | [ 52 ]        |
| 2020        | LocoMundo                                    | #0                  | Colaboradora                                     |               |
| 2020        | Ilustres ignorantes                          | #0                  | Invitada (Episodio : "El riesgo")                | [ 42 ]        |
| 2020        | 20Vint (desconexión territorial en Cataluña) | La 2                | Monologuista                                     | [ 53 ]        |
| 2020        | Tu cara me suena 8                           | Antena 3            | Invitada, como Olivia Newton-John                | [ 23 ]        |
| 2021        | Roast Battle T3                              | Comedy Central      | vs. Ana Morgade                                  | [ 54 ]        |
| 2021 - 2022 | Tu cara me suena 9                           | Antena 3            | Concursante - 4.ª finalista                      | [ 21 ]        |
| 2022        | La noche D                                   | La 1                | Presentadora                                     | [ 24 ]        |
| 2022        | La resistencia                               | #0                  | Invitada                                         | [ 55 ]        |
| 2022        | Ilustres ignorantes                          | #0                  | Invitada (Episodios : "Segunda mano", "Móviles") | [ 42 ]        |
| 2022        | Ilustres ignorantes                          | #0                  | Presentadora (4 programas)                       | [ 56 ]        |
| 2022        | CC Presents T2                               | Comedy Central      | Monologuista                                     | [ 57 ]        |
| 2022        | Feliz Año Neox                               | Neox                | Presentadora, con Miki Nadal                     | [ 58 ]        |
| 2023        | Tu cara me suenaː Gala de Reyes              | Antena 3            | Concursante - 7.ª clasificada                    | [ 22 ]        |
| 2023        | Martínez y Hermanos                          | #0 / Movistar Plus+ | Invitada (1 prograna)                            | [ 59 ]        |
| 2023        | La resistencia                               | #0 / Movistar Plus+ | Invitada                                         | [ 60 ]        |
| 2023        | La explosión de las cómicas                  | #0 / Movistar Plus+ | Testimonio                                       | [ 61 ] [ 62 ] |
| 2023        | El Castillo de Takeshi                       | Prime Video         | Voz                                              | [ 63 ]        |
| 2023 - 2024 | Showriano                                    | Movistar Plus+      | Presentadora, Monologuista                       | [ 29 ]        |
| 2024        | Atrapats amb Eva Soriano                     | 3Cat / TV3          | Presentadora                                     |               |
| 2024        | ¿Quién quiere ser millonario?                | La Sexta            | Concursante                                      |               |

| Año           | Programa                | Cadena     | Notas                                                              | Ref.   |
| ------------- | ----------------------- | ---------- | ------------------------------------------------------------------ | ------ |
| 2018          | La lengua moderna       | Cadena Ser | Invitada (1 programa)                                              | [ 64 ] |
| 2018          | Yu no te pierdas nada   | Los 40     | Colaboradora                                                       | [ 5 ]  |
| 2021-presente | Cuerpos especiales      | Europa FM  | Presentadora junto a Iggy Rubín (2021-2023) y Nacho García (2023-) | [ 18 ] |
| 2022          | Tómatelo menos en serio | Europa FM  | Invitada (1 programa)                                              | [ 65 ] |

| Año  | Programa                        | Canal                  | Notas                       | Ref.   |
| ---- | ------------------------------- | ---------------------- | --------------------------- | ------ |
| 2019 | FrikimalismoFM                  | Pódcast / YouTube      | Invitada (1 programa)       | [ 66 ] |
| 2019 | Hoy no se sale                  | Ubeat                  | Colaboradora (7 programas)  | [ 67 ] |
| 2019 | El sentido de la birra          | YouTube                | Invitada (1 programa)       | [ 68 ] |
| 2019 | Movidas minúsculas              | Pódcast / YouTube      | Invitada (1 programa)       | [ 69 ] |
| 2019 | FrikimalismoFM                  | Pódcast / YouTube      | Colaboradora (4ª temporada) | [ 70 ] |
| 2020 | Esto NO es una serie            | Vodafone TV            | Colaboradora (7 programas)  | [ 71 ] |
| 2020 | El Programa por Hacer           | Pódcast                | Invitada (1 programa)       | [ 72 ] |
| 2021 | Los Felices Veinte              | Orange TV              | Invitada (1 programa)       | [ 73 ] |
| 2021 | Colgados del aro                | Servicio OTT / YouTube | Invitada (1 programa)       | [ 74 ] |
| 2021 | Todo Pasa                       | Pódcast                | Invitada (1 programa)       | [ 75 ] |
| 2021 | Hoy de Tranqui                  | Pódcast                | Invitada (1 programa)       | [ 76 ] |
| 2022 | Yo Nunca                        | Pódcast / YouTube      | Invitada (1 programa)       | [ 77 ] |
| 2022 | Krissia: Lo estás haciendo bien | Pódcast / YouTube      | Presentadora                |        |
| 2022 | La Ruina                        | Pódcast / YouTube      | Invitada (1 programa)       | [ 78 ] |
| 2022 | La Script                       | Pódcast / YouTube      | Invitada (1 programa)       | [ 79 ] |
| 2022 | Mochila al pasado               | Pódcast                | Invitada (1 programa)       | [ 80 ] |
| 2023 | Malas personas                  | Pódcast                | Invitada (1 programa)       | [ 81 ] |
| 2023 | Entre sábanas con...            | Pódcast                | Invitada (1 programa)       |        |
| 2023 | Odio a la gente                 | Pódcast                | Invitada (1 programa)       |        |